# Congreso de Soissons
El Congreso de Soissons fue una conferencia diplomática sostenida por un número de potencias europeas, pero principalmente por Gran Bretaña y España entre junio de 1728 y julio de 1729 en la ciudad francesa de Soissons.
Junto con la Conferencia de El Pardo, fue planeada para poner fin a la Guerra anglo-española resolviendo las varias áreas de disputa (particularmente las comerciales y territoriales) entre ambas. España accedió a reconocer la posesión británica de Gibraltar y Menorca a cambio del reconocimiento por parte de los británicos de los derechos españoles en Italia. El objetivo más importante de los delegados de la Gran Bretaña Stephen Poyntz y Horacio Walpole era evitar la formación de una alianza hispano-austríaca contra la Gran Bretaña, resolviendo la disputa con España de la forma más diplomática posible. Bajo la presidencia del Duque de Newcastle la Gran Bretaña sostuvo una línea de negociación dura, bajo la creencia de que estaban negociando desde una posición de fuerza - estrategia que resultó ser exitosa -.
El Congreso abrió el camino del Tratado de Sevilla que, celebrado en dicha ciudad, permitió a ambas partes llegar a un acuerdo. Sin embargo muchas de las disputas estallaron nuevamente durante la siguiente década llevando a ambas Coronas a combatir entre ellas en la Guerra del Asiento en 1739.
Durante las negociaciones los Países Bajos fueron representados por Sicco van Goslinga.